# Артрогрипоз
Артрогрипоз (от греч. árthron - "сустав", grypós - "искривленный") — системное заболевание скелетно-мышечной системы, характеризующееся контрактурой и деформацией конечностей, недоразвитием суставов и мышц, а также фиброзом. По статистике, данная аномалия встречается примерно у 2-3% всех больных другими аномалиями костно-суставного аппарата. Является не прогрессирующим заболеванием. Американский ортопед  Штерн (W. Stern) ввел этот термин в 1923 году. 
Известно множество видов артрогрипоза, однако наиболее распространенным является артрогрипоз, при котором повреждаются запястья, плечи, локти, бедра и колени. Самая тяжелая форма порока развития влечет за собой нарушение почти всех суставов, в том числе даже суставов челюсти.  

## Клиническая картина
При артрогрипозе характерна следующая картина поражений конечностей: руки разогнуты в локтевых суставах, прижаты к телу, кисти и пальцы сжаты, нарушены хватательные функции. Нижние конечности отведены в тазобедренных суставах, в коленях разогнуты, стопы деформированы, как правило, вывернуты внутрь (косолапость). Могут наблюдаться вывихи бедра.

## Лечение
Лечение при артрогрипозе должно быть начато как можно раньше и быть направлено на устранение деформаций суставов, а также укрепления мышц. Используют хирургические и консервативные методы (гипсование), электростимуляцию мышц, лечебную физкультуру.